# يوشيوكي كامي (سياسي)
يوشيوكي كامي (باليابانية: 亀井善之؛ بالكانا: かめい よしゆき) هو سياسي ياباني، ولد في 30 أبريل 1936 في إسيهارا في اليابان، وتوفي في 12 مايو 2006 بسبب سرطان البنكرياس. نشط حزبياً في الحزب الليبرالي الديمقراطي الياباني. وقد انتخب عضو مجلس النواب من اليابان.